# ジャレッド・クリック
ジャレッド・クリック（Jared Crick 1989年8月21日- ）ニューメキシコ州アルバカーキ出身のアメリカンフットボール選手。ポジションはディフェンシブエンド。

## 経歴
ネブラスカ大学では2007年をレッドシャツで過ごした後、1年次の2008年は9試合に出場し、2タックルをあげた。2年次の2009年は、75タックル、9.5サックをあげて、ビッグ12カンファレンスのファーストチームに選ばれた。3年次の2010年は、70タックル、9サックをあげて、カンファレンスのファーストチームおよびオールアメリカンセカンドチームに選ばれた。4年次は、5試合で先発出場、オハイオ州立大学戦で大胸筋を痛めたため、残り試合を欠場した。
大学では通算20サックをあげたが、これはネブラスカ大学の歴代8位となる記録であった。
2012年のNFLドラフト4巡でヒューストン・テキサンズに指名された。
2013年10月20日の第7週カンザスシティ・チーフス戦で相手QBアレックス・スミスがパスを投げた後、左ひざより下へヒットしたラフィング・ザ・パサーの反則に対してNFLから15,750ドルの罰金を科された。

## 人物
- 映画ファンであり、300本以上の映画のDVDを収集している。お気に入りの映画は、『ウェディング・クラッシャーズ』と『グラディエーター』である[4]。
- 最初に運転した車は、キャデラック・ドゥビルの1988年型であり、両親から譲られたものである[4]。